# Xã Marietta, Quận Washington, Ohio
Xã Marietta (tiếng Anh: Marietta Township) là một xã thuộc quận Washington, tiểu bang Ohio, Hoa Kỳ. Năm 2010, dân số của xã này là 4.595 người.